# I-League 2015
La I-League 2014–15 (conocida como la Hero I-League por razones de patrocinio) fue la octava temporada de la I-League, la liga profesional de fútbol de la India, desde su establecimiento en el 2007. La temporada comenzó el 17 de enero de 2015, después de concluir la Copa Federación.
El campeón defensor es el Bengaluru FC luego de que el club ganara la temporada anterior, la primera en la historia del club.

## Equipos
El número oficial de equipos para la temporada será de once. Después del éxito de la primera parte del torneo, Bengaluru FC, la Federación de Fútbol de la India mantuvo la licitación para los nuevos equipos desde el 15 de mayo hasta el 2 de junio de 2014 con las ciudades Chennai y Ahmedabad en competencia. Al mismo tiempo, la federación revisaría los Criterios de Licencias de Clubes de la AFC y cualquier club que no lograron pasar los criterios serán prohibidos de entrar en la liga.
El 22 de mayo de 2014, la Federación de Fútbol de la India, anunció oficialmente que el antiguo campeón de la I-League: Churchill Brothers, el Rangdajied United, y el United SC habían sido despedidos de la temporada 2014-15 por no cumplir los criterios de concesión de licencias para clubes. Entonces, en agosto de 2014, fue anunciado que la AIFF premió con una entrada directa al Grupo Kalyani y ellos arrancaron con un equipo basado en Pune. El equipo fue oficialmente lanzado en noviembre de 2014 como Bharat FC.
En términos de promoción y descenso, el club Mohammedan SC Calcuta fue relegado de la previa temporada de la I-League, mientras que el Royal Wahingdoh FC fue promovido después de ganar al Segunda división de la I-league. Esta sería la primera temporada del Royal Wahingdoh en la I-League después de permanecer invicto durante toda la campaña de la segunda división.

### Datos generales
| Equipo                | Ciudad    | Estadio                      | Aforo   | Entrenador       |
| --------------------- | --------- | ---------------------------- | ------- | ---------------- |
| Bengaluru FC          | Bangalore | Estadio Sree Kanteerava      | 40 000  | Ashley Westwood  |
| Dempo SC              | Goa       | Estadio Fatorda              | 18 000  | Arthur Papas     |
| East Bengal           | Calcuta   | Estadio de la Juventud India | 120 000 | Armando Colaco   |
| Kalyani Bharat        | Pune      | Estadio Balewadi             | 22 000  | Stuart Watkiss   |
| Mohun Bagan           | Calcuta   | Estadio de la Juventud India | 120 000 | Subhash Bhowmick |
| Mumbai FC             | Bombay    | Cooperage Ground             | 10 000  | Khalid Jamil     |
| Pune FC               | Pune      | Estadio Balewadi             | 22 000  | Karim Bencherifa |
| Royal Wahingdoh       | Shillong  | Estadio Jawaharlal Nehru     | 25 000  | Nandakumar Singh |
| Salgaocar FC          | Goa       | Estadio Fatorda              | 12 000  | Derrick Pereira  |
| Shillong Lajong       | Shillong  | Estadio Jawaharlal Nehru     | 25 000  | Thangboi Singto  |
| Sporting Clube de Goa | Goa       | Estadio Fatorda              | 18 000  | Óscar Bruzón     |

### Jugadores foráneos
La restricción de jugadores extranjeros está estipulada en cuatro por equipo, incluyendo un cupo para un jugador de los países de la AFC. Un equipo puede usar cuatro jugadores extranjeros sobre el campo, incluyendo al menos un jugador de algún país AFC.
| Club            | Jugador 1         | Jugador 2     | Jugador 3        | Jugador AFC      |
| --------------- | ----------------- | ------------- | ---------------- | ---------------- |
| Bengaluru FC    | John Johnson      | Curtis Osano  | Josh Walker      | Sean Rooney      |
| Bharat FC       | Romuald Boco      | Bobby Hassell | Kris Bright      | Omar Jarun       |
| Dempo           | Zohib Islam Amiri | Calum Angus   | Carlos Hernández | Tolgay Özbey     |
| East Bengal     | Ranti Martins     | Leo Bertos    | Dudu Omagbemi    | Milan Susak      |
| Mohun Bagan     | Pierre Boya       | Sony Norde    | Bello Razaq      | Katsumi Yusa     |
| Mumbai          | Josimar           | Chika Wali    | —                | Taisuke Matsugae |
| Pune            | Luciano Sabrosa   | Darko Nikač   | Edgar Marcelino  | Ryuji Sueoka     |
| Royal Wahingdoh | Loveday Enyinnaya | Bekay Bewar   | Densill Theobald | Kim Seng-yong    |
| Salgaocar       | Darryl Duffy      | Douhou Pierre | Francis Kasonde  | Khaled Baleid    |
| Shillong Lajong | Cornell Glen      | Uilliams      | Penn Orji        | Son Min-chol     |
| Sporting Goa    | Anthony Wolfe     | Odafa Okolie  | Miguel García    | Mahmoud Amnah    |

## Tabla de posiciones
- Actualizado al final del torneo el 31 de mayo de 2015.[9]

|  |     | Equipo                | PJ | PG | PE | PP | GF | GC | DG  | PTS |
|  | --- | --------------------- | -- | -- | -- | -- | -- | -- | --- | --- |
|  | 1.  | Mohun Bagan           | 20 | 11 | 6  | 3  | 33 | 16 | +17 | 39  |
|  | 2.  | Bengaluru             | 20 | 10 | 7  | 3  | 35 | 19 | +16 | 37  |
|  | 3.  | Royal Wahingdoh       | 20 | 8  | 5  | 6  | 27 | 27 | 0   | 30  |
|  | 4.  | East Bengal           | 20 | 8  | 5  | 7  | 30 | 28 | +2  | 29  |
|  | 5.  | Pune                  | 20 | 8  | 5  | 7  | 24 | 26 | -2  | 29  |
|  | 6.  | Salgaocar             | 20 | 7  | 3  | 10 | 25 | 27 | -2  | 24  |
|  | 7.  | Mumbai City           | 20 | 5  | 9  | 6  | 22 | 27 | -5  | 24  |
|  | 8.  | Sporting Clube de Goa | 20 | 5  | 8  | 7  | 22 | 27 | -5  | 23  |
|  | 9.  | Shillong Lajong       | 20 | 6  | 5  | 9  | 34 | 29 | +5  | 23  |
|  | 10. | Dempo                 | 20 | 3  | 10 | 7  | 15 | 26 | -11 | 19  |
|  | 11. | Bharat                | 20 | 4  | 6  | 10 | 13 | 28 | -15 | 18  |

1. ↑  El Bengalurú clasificó a la Copa de la AFC, como campeón de la Copa Federación de la India.
2. ↑  Bharat FC no fueron relegado, ya que tenía una inmunidad de no descenso durante dos años.

|  | Clasificado a ronda de Play-Off de la Liga de Campeones de la AFC 2016. |
|  | Clasificado a fase de grupos de la Copa de la AFC 2016.                 |
|  | Descenso a la I-League Segunda División.                                |

## Goleadores
Actualizado el 31 de mayo de 2015.
| Pos. | Jugador             | Club            | Goles |
| ---- | ------------------- | --------------- | ----- |
| 1    | Ranti Martins       | East Bengal     | 17    |
| 2    | Cornell Glen        | Shillong Lajong | 16    |
| 3    | Sony Norde          | Mohun Bagan     | 9     |
| 3    | Dudu Omagbemi       | East Bengal     | 9     |
| 5    | Josimar             | Mumbai          | 8     |
| 5    | Odafe Onyeka Okolie | Sporting Goa    | 8     |
| 7    | Darryl Duffy        | Salgaocar       | 7     |
| 7    | Thongkhosiem Haokip | Pune FC         | 7     |
| 7    | Uilliams            | Shillong Lajong | 7     |
| 7    | Katsumi Yusa        | Mohun Bagan     | 7     |